# François de Bassompierre

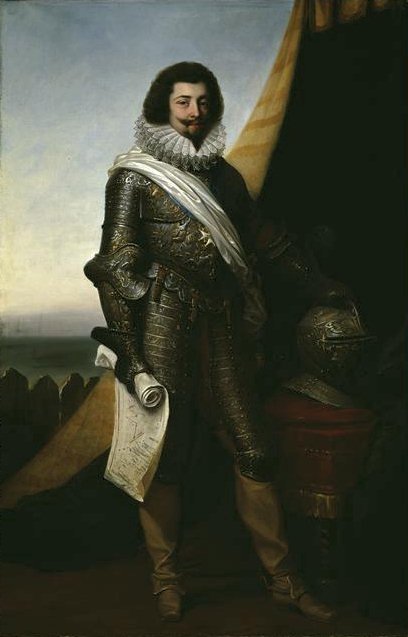
François de Bassompierre

François de Bassompierre (Haroué, 12 april 1579 - 12 oktober 1646) was een diplomaat en militair in dienst van de koning Lodewijk XIII van Frankrijk. In 1622 werd hij maarschalk van Frankrijk.

## Levensloop
François de Bassompierre werd geboren in het kasteel van Haroué in Lotharingen in een adellijk geslacht. Hij trad in het gevolg van Hendrik van Navarra en kwam zo aan het Franse hof nadat Hendrik koning was geworden. In 1602 vocht hij met het Franse leger tegen de hertog van Savoye en vervolgens in het keizerlijke leger tegen de Ottomanen. Terug in Frankrijk leidde hij een eenheid Zwitserse soldaten. Hij was bevelvoerder van de artillerie bij het beleg van Château-Porcien en van Rethel in 1617. Bij die laatste belegering raakte hij gewond. Hij maakte zich verdienstelijk in het koninklijk leger tijdens de Hugenotenopstanden. In 1620 vocht hij bij Ponts-de-Cé en was hij betrokken bij het beleg van Saint-Jean-d'Angély en van Montpellier. Lodewijk XIII maakte hem als dank maarschalk van Frankrijk in 1622.
Zijn rivaal Charles de Luynes slaagde erin hem op militair gebied op een zijspoor te zetten. Bassompierre werd aangesteld als buitengewoon ambassadeur in Madrid en in 1625 in Zwitserland. Daar was hij belangrijk bij het onderhandelen van het Verdrag van Monzón (1626), dat een einde maakte aan de oorlog in Valtellina. In 1626 werd hij ambassadeur in Engeland. Terug in Frankrijk voegde hij zich weer bij het leger voor de laatste fase van het neerslaan van de Hugenotenopstanden. Hij was met een eigen legertroep bij het beleg van La Rochelle en trok vervolgens met het leger naar Montauban.
Bassompierre huwde in het geheim met Louise-Marguerite van Lotharingen, de weduwe van Frans van Bourbon, prins van Conti. Bassompierre stond aanvankelijk op goede voet met kardinaal de Richelieu maar hun relatie raakte vertroebeld door dit huwelijk en wegens zijn betrokkenheid bij intriges zat hij gedurende tien jaar gevangen in de Bastille. Na de dood van de kardinaal werd hij in 1643 vrijgelaten en hij kwam hij in de gratie van koning Lodewijk XIII en van de nieuwe eerste minister, kardinaal Mazarin. Hij overleed in 1646, mogelijk in Provins.

### Privéleven
Bassompierre was een opvallende verschijning aan het Franse hof, zowel door zijn stijl en flair als door zijn scherpe geest. In 1604 werd hij verliefd op de hofdame Marie Charlotte d'Entragues. Hij werd zwaar gewond bij een duel maar herstelde. Tijdens zijn revalidatie leerde hij zijn latere echtgenote Louise-Marguerite van Lotharingen kennen. In 1609 verloofde hij zich met Charlotte Margaretha van Montmorency maar koning Hendrik IV verbood het huwelijk uit jaloezie. De lange vriendschap met Louise-Marguerite van Lotharingen mondde uit in een geheim huwelijk na de dood van haar eerste echtgenoot. Hieruit werd een zoon geboren, François de La Tour Bassompierre. Zijn echtgenote stierf tijdens zijn gevangenschap, naar verluidt uit verdriet.

## Memoires
Bassompierre schreef tijdens zijn gevangenschap zijn memoires, die in 1655 werden uitgegeven onder de titel Journal de ma vie.